# Vino spumante

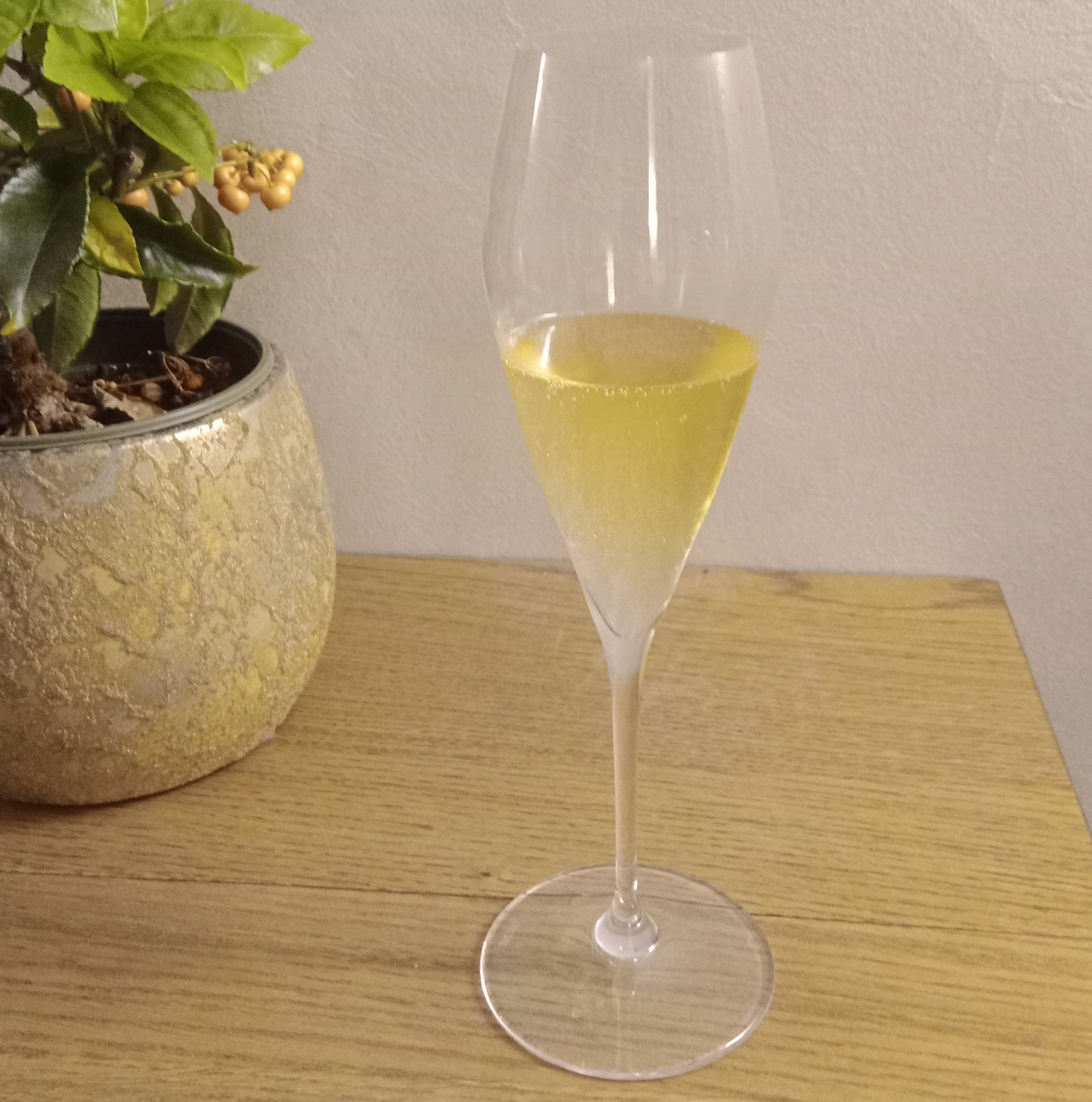
Calice a tulipano per spumante

Il vino spumante è un vino caratterizzato da rilevante effervescenza, dovuta ad anidride carbonica disciolta.
Il termine "spumante" si riferisce allo sviluppo della tipica spuma, che è una manifestazione dell'effervescenza. Lo spumante è un vino speciale, come i liquorosi e gli aromatizzati.

## Generalità
Il vino spumante appartiene alla categoria del vino effervescente, che comprende anche il vino frizzante, che però non va confuso con lo spumante e viceversa (il vino frizzante non è un vino speciale). La differenza tra i due è la minore effervescenza del frizzante rispetto allo spumante (data la minore sovrappressione e la minore quantità di anidride carbonica disciolta).
Secondo le definizioni dell'Unione europea, all'atto dell'apertura della bottiglia di VSQ (Vino Spumante di Qualità) il prodotto all'interno deve avere una sovrappressione non inferiore a 3,5 bar ad una temperatura ambiente di 20 °C, per gli spumanti "generici" (VS) deve avere 3 bar minimi, come anche per un VSQA (Vino Spumante di Qualità Aromatico).

### Spumante e champagne
Il termine generico "spumante" designa (in relazione al processo produttivo e alla conseguente categoria merceologica) una vasta tipologia complessiva di vino, definita per legge (vedi sopra). Tale tipologia è formata da molti prodotti diversi.
Anche se a volte i termini "spumante" e "champagne" vengono usati per definire prodotti distinti, lo champagne, una particolare DOP francese, è di fatto uno specifico vino spumante (certamente il più famoso e rinomato al mondo). Di conseguenza, usare i due termini in una locuzione come "spumante e champagne" equivarrebbe a dire "formaggio erborinato e gorgonzola".

## Storia
Alcuni scritti di epoca romana riportano dei vini con effervescenza naturale, ma con molta probabilità i romani si riferivano qui al mosto che doveva ancora diventare vino nell'accezione moderna; in effetti per poter mettere in pratica la tecnica di spumantizzazione vi è bisogno di un contenitore a tenuta stagna, come la bottiglia, che permetta di mantenere una sovrappressione di 6 atmosfere a 20 °C.
Tracce storiche di nascita del vino spumante si trovano nel XVII secolo in Italia e in Francia.
Il primo spumante italiano nacque nel 1865, frutto del lavoro sinergico tra i fratelli Gancia e il conte Augusto di Vistarino. I primi esempi d'oltralpe, invece, si attribuiscono a Dom Pierre Pérignon, dal quale ha preso il nome una famosa varietà di champagne; tale attribuzione, seppur popolare, è poco documentata.

## Metodologie di produzione e tipologie

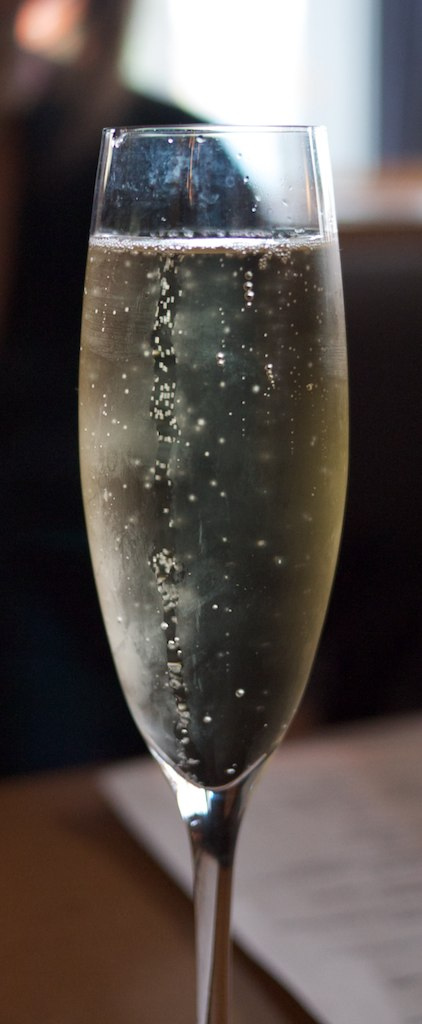
Un flûte, bicchiere tradizionalmente usato per consumare i vini spumanti, riempito di Prosecco, uno spumante italiano molto famoso in tutto il mondo.

### Vini spumanti naturali
Nei vini spumanti naturali l'anidride carbonica (CO2) si forma per rifermentazione del vino. Si possono utilizzare due differenti metodi:
- il metodo classico o metodo champenoise[6] o metodo tradizionale o metodo della rifermentazione in bottiglia;
- il metodo Martinotti o metodo Charmat, conosciuto anche con il nome del processo produttivo "metodo della rifermentazione in autoclave" detto anche metodo Italiano.

Per la produzione degli spumanti metodo classico si usano i vitigni neutri (cioè né tendenti al colore bianco né al colore rosso, o più semplicemente "rosati"), sia a bacca bianca che a bacca nera. 
I principali sono gli internazionali soprattutto lo Chardonnay, il Pinot nero e il Pinot bianco, oltre al Pinot Meunier, il Pinot grigio e il Riesling. In Italia, altri vitigni nazionali che danno ottimi risultati sono il verdicchio nelle Marche, il torbato in Sardegna, l'inzolia in Sicilia. Nel resto del mondo si produce spumante metodo classico utilizzando un gran numero di varietà locali o le altre internazionali.
Nel metodo Martinotti si preferiscono uve aromatiche (moscato bianco, malvasia e brachetto sono le principali); oppure si possono usare altri vitigni con profumi più sfumati come il moscato giallo, la glera (da cui si ottiene il Prosecco) e l'aleatico nero (uve semi aromatiche). I tre principali vitigni in Italia per produrre spumante Martinotti sono: glera (Veneto e Friuli-Venezia Giulia), lambrusco (Emilia-Romagna) e moscato Bianco (tutta Italia). Ancor più che del metodo classico, con la spumantizzazione charmat si può elaborare un vino base ottenuto da qualsiasi varietà.
Un'elevata escursione termica tra giorno e notte, una buona esposizione luminosa, terreni ben drenati e calcarei sono condizioni ottimali per ottenere uve adatte alla spumantizzazione, con buona acidità ed ottimi profumi; terra di vocazione alla spumantizzazione italiana è l'Oltrepò Pavese oltre alla Franciacorta e al Trentino, ma anche a Sud, nella terra del San Severo DOC vengono prodotti spumanti da uve autoctone Bombino bianco con caratteristiche particolari.
Ad ogni modo la stragrande maggioranza della produzione di spumante (sia in Italia che nel mondo) è realizzata con il metodo Martinotti, utilizzando le più svariate uve, bianche e nere. Anche se la quota è minoritaria, esiste anche spumante rosso (basti pensare al caso italiano del lambrusco).
A parte gli aspetti aromatici e di struttura, la differenza tra spumante con rifermentazione in autoclave e spumante con rifermentazione in bottiglia è che, solitamente il primo ha una beva semplice e va bevuto entro un breve periodo di fragranza gustativa, mentre il secondo ha un profilo complesso e pieno nonché, specie nelle espressioni di alta gamma, è un vino da evoluzione.

### Cuvée
La cuvée è la miscela risultato dell'assemblaggio di vini base diversi (per vitigno, zona, annata, affinamento), composta per essere successivamente spumantizzata. Questa parola francese, che spesso compare su alcune etichette, non ha alcun significato qualitativo né normativo: che uno spumante sia il frutto di una cuvée è la normalità, e il termine significa solo "miscela", o blend. Anche nel caso di un millesimato, la cuvée può essere composta da vini di appezzamenti diversi, e spesso è proprio così, dato che ciascuno di essi fornirà alla cuvée la propria caratterizzazione organolettica, specifica del terroir di provenienza. Oltretutto, le grandi aziende vinificano per la gran parte uve conferite da piccoli produttori o proprietari. Pertanto il concetto di cuveé è "automatico".
All'estremo opposto si può trovare uno spumante con un vino base monovitigno, prodotto con uve di una sola piccola parcella, interamente di proprietà dell'azienda, di una sola annata; l'eccezionalità di questi prodotti è motivo di promozione pubblicitaria per l'azienda e debitamente segnalata sulla controetichetta.

### Vini spumanti gassificati
Oltre allo spumante "naturale" (ovvero quello definito sopra), esiste anche lo spumante "gassificato". Negli spumanti gassificati (detti anche "artificiali") l'anidride carbonica (CO2) viene addizionata artificialmente a basse temperature. Questi prodotti, per la scarsa finezza dei profumi ed il perlage grossolano, sono di qualità mediocre, si possono considerare spumanti solo legalmente e hanno prezzi molto minori rispetto agli spumanti naturali.

## Legislazione
La legislazione europea (reg. CE 491/2009), recepita anche in Italia, distingue gli spumanti in:
- Vino Spumante (VS), detto anche vino spumante "generico";
- Vino Spumante di Qualità (VSQ);
- Vino Spumante di Qualità Aromatico (VSQA); è un VSQ prodotto con uve di tipo aromatiche;
- Vino spumante gassificato (VSG).

La vecchia sigla VSQPRD e quella VSAQPRD è stata abolita con l'entrata in vigore della OCM "Vino" (cioè le revisione della legislazione UE in materia vitivinicola nel 2009).
Come per tutti gli altri vini, lo spumante rientra nella classificazione generale relativa alle indicazioni o denominazioni.

## La classificazione
La UE, con il regolamento (ce) n. 607/2009-allegato XIV, prevede la classificazione dello spumante in base al suo residuo zuccherino.
| Denominazione                                                               | Residuo zuccherino (g/l) |
| --------------------------------------------------------------------------- | ------------------------ |
| Pas dosé o Dosaggio zero (ultra secco, solo "dolcezza" originaria dell'uva) | < 3                      |
| Extra brut (molto secco)                                                    | ≤ 6                      |
| Brut (secco)                                                                | < 12                     |
| Extra dry (gusto secco arrotondato da lieve nota dolce → secco/morbido)     | 12-17                    |
| Dry o Sec (abboccato che significa "appena/poco dolce")                     | 17-32                    |
| Demi sec (gusto amabile ovvero con nota dolce nettamente percebile)         | 32-50                    |
| Dolce o Doux (la dolcezza è predominante)                                   | > 50                     |

Da notare che, generalmente, per gli spumanti metodo classico (es. Franciacorta oppure Oltrepò Pavese), le versioni più diffuse sono brut ed extra brut mentre per gli spumanti charmat (es. Prosecco) sono extra dry e brut. Il pas dosé (piuttosto diffuso tra appassionati ed esperti, in quanto prodotto "estremo") è tipico del metodo classico e il dry è presente quasi esclusivamente negli charmat. Ultimamente, visto il gusto prevalente e la diffusione del rito dell'aperitivo, qualche produttore di metodo classico inserisce nella gamma anche una versione extra dry. Il demi sec ha una buona versatilità visto che può essere servito sia con un dessert sia con le altre portate (quando abbinabili). Gli spumanti dolci sono molto spesso ottenuti da vitigni aromatici (moscati, malvasie, brachetto, etc.): tipico esempio l'Asti spumante.